# William Pees
Pas d'image ? Cliquez ici

a Compétitions nationales et continentales officielles uniquement.

Dernière mise à jour le 24 mars 2025.
William Pees, né le 6 août 1993 à Pau, est un joueur français de rugby à XV évoluant au poste de demi d'ouverture, de centre ou d'arrière.

## Carrière

### Formation
William Pees commence le rugby avec le club de Sauveterre-de-Béarn avant de rejoindre le centre de formation de la Section paloise. À l'issue de ses études, il passe un an en Nouvelle-Zélande afin de perfectionner son jeu.

### En club
William Pees commence sa carrière professionnelle lors de la saison 2014-2015 avec la Section paloise. Il rejoint ensuite le SA Mauléon en fédérale 1 pour la saison 2015-2016. Il reste en fédérale 1 pour la saison suivante avec l'AS Mâcon.
En juin 2017, il s'engage pour deux saisons avec le Stado Tarbes Pyrénées rugby. En mai 2019, il prolonge son contrat avec le club bigourdan
En février 2020, il participe à au Supersevens avec la Section paloise.

## Palmarès
- Champion de France de Pro D2 en 2015 avec la Section paloise.